# Olanguina
 (février 2015).
Si vous disposez d'ouvrages ou d'articles de référence ou si vous connaissez des sites web de qualité traitant du thème abordé ici, merci de compléter l'article en donnant les références utiles à sa vérifiabilité et en les liant à la section « Notes et références ».
Olanguina est une localité du Cameroun située dans le département de la Méfou-et-Afamba et la région du Centre. Elle a été érigée en commune par décret présidentiel no 95/082 du 24 avril 1995. C'est le chef-lieu de l'arrondissement d'Assamba qui recouvre son territoire.
Elle s’étend sur 600 km2. Les communes riveraines sont Akonolinga à l’est, Esse au nord, Awaé au sud et Lembe-Yezoum à l’ouest. 
La commune compte un seul groupement correspondant à une chefferie traditionnelle de deuxième degré dont le siège est à Olanguina. Celle-ci comprend dix-sept chefferies de troisième degré, soit dix-sept villages.
La végétation y est caractérisée par une forêt dense non exploitée. La faune y est pauvre. La commune est arrosée par plusieurs cours d’eau dont les plus importants sont l'Afamba et Assamba qui a donné le nom au district. Tous ces cours d’eau sont riches en poissons et crustacés divers.

## Population
Lors du recensement de 2005, la localité comptait 4 801 habitants.
C’est une population majoritairement jeune et composée des grandes familles Edouma représentant près de 60 % de la population, Mvog Okom, Mvog Ze Akoumou, Akondo. Sa structure est homogène, constituée de la seule tribu Mvele.

## Organisation

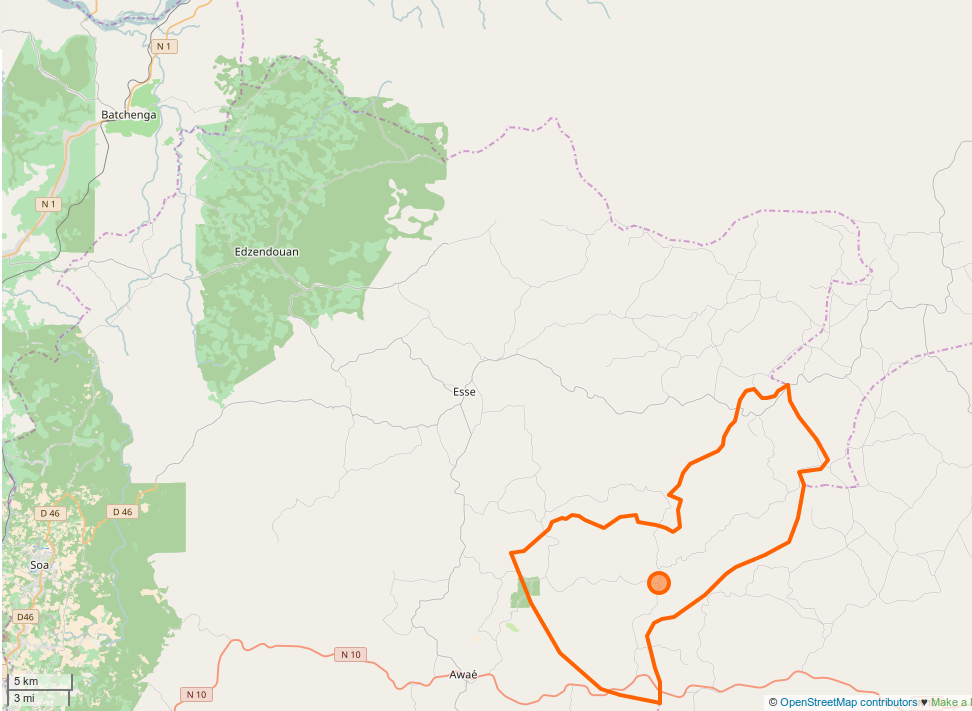

Outre Olanguina proprement dit, la commune comprend les villages suivants  :
- Akomkada
- Akondo
- Ayene
- Emvan
- Kah
- Kombo
- Mfou-Assamba
- Mimbang
- Mvolo
- Mevomevo
- Ngona
- Ngosse
- Nkolessong
- Nkoltop
- Nkosso
- Nguinda

Une population essentiellement agricole, dont les besoins sont urgents : routes, électrification, équipement scolaire en matériel informatique, dotation de la commune d'Olanguina en matériel de travaux publics. Sur le plan touristique, on peut y visiter l'ancien château du chef perché au haut de la colline à Nkol Top, un chantier de barrage bloqué sur la rivière Assamba à 1 km du centre ville.

## Activités socio-économiques
Peu développées et peu diversifiées, les activités socio-économiques sont constituées pour l’essentiel de l’agriculture, l’élevage, la pêche, la chasse et le petit commerce. 

### Agriculture
Les terres cultivées se répartissent en :
- cultures de rente telles que le cacao, le café, l’ananas et dans une moindre mesure le palmier à huile ;
- cultures vivrières telles que le macabo, le bananier plantain, le manioc, l’arachide.

Les systèmes agricoles pratiqués sont : 
- l'agriculture moderne qui utilise les engrais et d’autres produits chimiques concerne les cultures telles que l’ananas, le palmier à huile, la tomate et le piment ;
- l'agriculture traditionnelle est pratiquée pour les cultures vivrières telles que citées ci-dessus.

Zone agricole par excellence, Olanguina produit du café, du cacao, du palmier à huile et de l’ananas qui est une culture montante ici comme produits de rente ; et comme produits vivriers, du plantain, du macabo, de la banane douce, du manioc, de l’arachide, des légumes divers, du piment, etc.
La commune est la principale zone de production agricole de la partie nord du département de la Méfou-et-Afamba. Cette production est intimement liée aux conditions 
climatiques. L’agriculteur d’Olanguina utilise des outils archaïques, ce qui réduit le rendement attendu. À cela s’ajoute l’existence des parasites et autres maladies de cultures telles que les capsides et la pourriture brune.

### Élevage
L’élevage pratiqué dans la commune d’Olanguina est celui du petit bétail : porc, chèvre, cochon d'Inde et volaille. La production est essentiellement 
traditionnelle ; ici on n’utilise ni provende, ni produits vétérinaires.

### Pêche
Olanguina est arrosée par de nombreuses rivières dont les plus importantes sont Afamba et Assamba et plusieurs cours d’eau. À cet effet, la pêche, encore artisanale est pratiquée par une minorité de la population pendant la saison sèche. 

### Chasse
La chasse est une chasse de subsistance. Les armes à feu et les pièges sont utilisés dans la pratique de la chasse.

### Forêt
On note la présence d’une forêt tertiaire ne contenant plus des espèces de bois précieux tels que le bubinga ou l'iroko. 

## Commerce et tourisme
Le petit commerce est essentiellement exercé par les femmes qui fréquentent des marchés saisonniers pour la commercialisation de leurs produits et des allogènes qui tiennent de petites boutiques. On y vend plusieurs produits (manufacturés, alimentaires et autres). Il existe également dans la plupart des villages de la commune un système de tontine villageoise. Ces sommes servent de fonds de financement au petit commerce et des produits de transformation. Cependant malgré cette évolution, un certain nombre de problèmes entravent la réalisation et l’atteinte de cet objectif notamment, l’insuffisance et le manque de moyens financiers nécessaires pour développer les activités génératrices de revenus. 
Il existe des sites touristiques également importants, mais non aménagés.